# 騎手

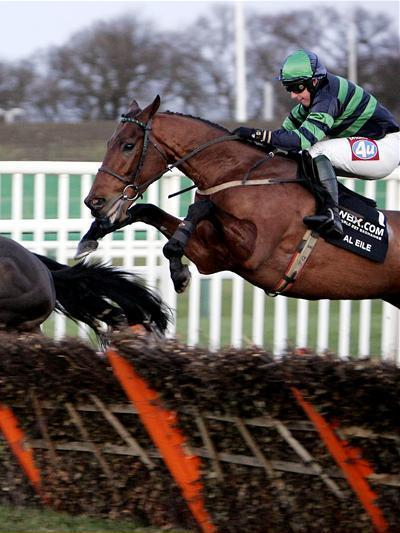
ハードル競走に騎乗する騎手

騎手（きしゅ、英語：jockey（ジョッキー））とは、馬に跨り、馬上から馬を操縦する人のことである。
競馬制度は国家・地域によって異なり、それぞれに独自の競馬文化と歴史を有し、開催運営や人材育成のシステムが築かれている。その中において「騎手」という意味の言葉が、競馬の競走への参加に必要な資格ないし公的なライセンスとしての資格称号を指すこともある。

## 解説
競馬の場合、平地競走や障害競走では競走馬の背に騎乗するが、ばんえい競走や繋駕速歩競走ではそりや馬車に搭乗して操縦する。また騎手は自分の体重を含め指定された重量（斤量）で騎乗することが求められる。
英語で騎手を表すジョッキー (jockey) は、ジャックやジョンの蔑称であるジョックに由来する。ジョックは後にジョッキーと訛り、単に競馬好きや馬好きを表すようになった。かつてイギリスの競馬施行体であったジョッキークラブも元々は競馬愛好家の集まりである。現在の意味を持つようになったのは、騎手や調教師、馬主が分業されるようになった19世紀以降で、古い英語が残るオセアニア諸国などではライダーと呼ばれることが多い。繋駕速歩競走ではドライバーと呼ぶ。また日本では俗称として乗り役とも言う。そのほか「JK」や「J」との略称も使用されている。

## 日本における免許制度
草競馬など下記の競馬法に基づかない競馬については騎手についての資格や規定は無い。
競馬法により定義される競馬の騎手については農林水産大臣の認可を受けた日本中央競馬会 (JRA) と地方競馬全国協会 (NAR) がそれぞれ試験を実施、免許を交付している。JRAの競馬学校、NARの地方競馬教養センターの騎手課程を経て、受験資格を得るのが一般的である。国家資格である。
受験資格は受験日時点で16歳以上の者であるが、さらに以下に記載した事項に該当するものは受験できない。
- 精神の機能の障害により競馬の実施に関する事務を適正に行うに当たって必要な認知、判断及び意思疎通を適切に行うことができない者並びに破産者で復権を得ない者
- 禁錮以上の刑に処せられた者[5]
- 競馬法、日本中央競馬会法、自転車競技法、小型自動車競走法又はモーターボート競走法の規定に違反して罰金の刑に処せられた者
- 競馬に関与することを禁止され、又は停止されている者
- 馬主

など（詳細については出典を参照のこと）。成年被後見人または被保佐人を欠格条項とする規定については、2019年6月14日に公布された「成年被後見人等の権利の制限に係る措置の適正化等を図るための関係法律の整備に関する法律」によって削除され、心身の故障等の状況を個別的、実質的に審査し、必要な能力の有無を判断することとなった。
中央競馬、地方競馬ともに有効期限は1年で、続けて騎乗する場合には試験を受け、免許を更新する必要がある。現行の制度では調教師免許などと同時に取得すること（いわゆる「調騎兼業」）はできない。
中央競馬では平地競走と障害競走で、地方競馬では平地競走とばんえい競走でそれぞれ免許を交付している。
免許更新は中央が3月1日付、地方は所属する場により2015年以降年3回に分けられ、4月1日（南関東）、8月1日（金沢、笠松、名古屋、兵庫）、12月1日（ばんえい、北海道、岩手、高知、佐賀）付となる。また不合格になった者は、翌年の同じ回より前の試験は受験できない。
中央競馬の騎手免許では、2009年までは競馬学校出身者、地方競馬全国協会の騎手免許を受けている者であって『本会の定めた基準』に該当する者、それ以外で分けられていたが、2010年以降は競馬学校出身者、地方競馬全国協会の騎手免許を受けている者、それ以外の3種類に変更された。
なお、地方競馬（および海外競馬の一部の施行団体）では、大規模な不祥事を起こしたり、小規模であっても複数回不祥事や多くの制裁を受けることを繰り返した場合には、騎手免許更新時に、当該騎手に対して騎手免許の更新を許可しない上で取消することがある。そのため、当該騎手は厩務員や調教師補佐などに一度異動して、騎手免許の再試験を翌年以降に受けてそれに合格した上で再復帰を果たすか、あるいは騎手の引退へと追い込まれる場合もある。
中央競馬では騎手免許の更新時に許可をしないことは殆どなかったが、2025年の騎手免許更新試験では、前年の業務区画内での通信機器の不適切使用事案で騎乗停止期間中の小林勝太が不合格となった事例がある（平成以降では初の事例）。ただし、平成以前においては前年の騎乗機会が一定回数に満たないと免許の更新が許可されない規定も過去に存在した（松若勲#経歴・人物を参照）。また、大きな不祥事を起こした場合には、地方競馬以上の期間で騎乗停止を受けるか、あるいは即座に騎手免許を取消する場合がある。中央・地方問わず前述の欠格事項に当たる「競馬関与停止」もしくは「競馬関与禁止」処分が下された場合は、同時に有効であった騎手免許が即時失効となる。

### 短期騎手免許
指定競走・交流競走・特別指定交流競走で騎手免許がない競走に騎乗する場合には、試験なく「その競走に限定した騎手免許」が交付される。日本国外の競馬で騎乗している騎手に対しては、日本国内の調教師・馬主を引受人（馬主については「契約馬主」）として臨時に行われる試験に合格した上で、1ヶ月単位の短期免許を1年の間に3ヶ月間まで交付する。

### ダブル免許制と安藤勝己
2003年2月までJRA・NARの免許を両方持つ騎手は存在しなかったが、2003年2月に当時笠松競馬場所属であった安藤勝己がJRAの免許試験に合格し、同時にNARの騎手免許の取消願を提出した。
この時、NARはダブル免許を容認し、中央競馬の免許の取得による免許の取消には応じなかったため、2003年3月1日から安藤はJRAとNARの両方の免許を所有することとなった。この時点でJRAは、地方競馬の免許で騎乗した場合には中央競馬の免許を取り消すとしていた。一方で安藤がNARの交流競走に騎乗した時には、地方競馬全国協会は「すでに（地方競馬で有効な）免許がある」として短期免許を交付しなかったため、JRAは二重免許を特例として認めざるを得ない状況になり、特例を適用した。
その後、2003年6月16日に地方競馬全国協会は、安藤のNARにおける騎手免許を取り消したため、この特例は解消された。
2024年、中央競馬の騎手の小牧太が地方競馬の騎手免許を受験し、兵庫県競馬への移籍の希望を示唆した。小牧太は元々1985年に地方競馬の騎手免許を取得し兵庫県競馬に所属していたが、中央競馬の騎手試験に合格し2004年に移籍した。2023年は未勝利に終わっていたが、2024年3月には1年半ぶりの勝利を園田競馬場で挙げ現役続行の意欲を再確認し、兵庫県競馬への再移籍の意思を固めた。小牧は令和6年度第1回NAR新規騎手免許試験を受験し、同年7月19日、小牧のNAR騎手免許の合格が発表された。20年ぶりの兵庫県競馬組合への復帰となり、地方競馬出身の中央競馬所属騎手が地方競馬に復帰する初の事例となった。これにより、同年7月31日付でJRAの騎手免許は取消（返上）となり、同年8月1日から地方競馬の騎手免許で騎乗することが可能になった。

### 調騎分離
現在、中央競馬及び地方競馬では騎手免許と調教師免許を同時に持つことはできない。つまり、調教師が自分の管理する競走馬に乗ってレースに出走することは現行の規定では不可能である。
1930年代以前は「調教師兼騎手」は珍しい存在ではなかった。一例を挙げると大久保房松などは、管理馬に騎乗して日本ダービー制覇を達成している（1933年、カブトヤマ）。調教師と騎手の業務が分離されるようになったのは、1937年に日本競馬会競馬施行規定が規定されてからである。ただしこの規定は、日本競馬会発足以前に免許を受けていた調教師（騎手）に対しては、1942年12月31日までは猶予期間とされたため、猶予期間中は引き続き調教師が騎手としても騎乗することができた。
なお、戦後の一時期も調教師が騎手を兼務することが可能であったが、1948年より調騎分離が厳格に適用されることになり、調教師と騎手の兼務が不可能となり、現在に至っている。
ばんえい競馬においては平地競馬よりもかなり遅く、1978年度より完全実施されている。

### 外国人と騎手免許
日本国籍を持たない騎手に対する免許制度としては、1994年より短期騎手免許制度が設けられているが、前述のとおり短期免許では騎乗期間が年間で最大3か月間に限られる。これに対し、外国人騎手からは「年間を通じて騎乗できる免許を発行できるようにして欲しい」との要望が以前からあり、これを受けてJRAでは2014年度の騎手免許試験より外国人騎手に対する通年免許の発行を認めることになった（試験の詳細については後述）。なお外国人騎手が中央競馬の通年免許の発行を受けた場合、当該騎手は「年間を通じて中央競馬で騎乗すること」が必須要件となる（ただし、一定期間内の海外渡航による騎乗などは認められている）。
2013年10月に行われた1次試験ではミルコ・デムーロ（イタリア）が試験を受験、外国人騎手によるJRAの騎手試験受験第1号となったが、この年は不合格となった。
2015年にミルコ・デムーロとクリストフ・ルメール（フランス）が騎手免許試験に合格。外国人騎手として初めてJRAの通年免許を取得した。
その後、ダリオ・バルジュー（イタリア）が2015・2016年の2回、ミカエル・ミシェル（フランス）が2022・2023・2024年の3回、ジョアン・モレイラ（当時、香港）が2018年にそれぞれJRA騎手免許試験の1次試験を受験したが、いずれも不合格となった。
母国と日本の騎手免許併用の可否については、国により差異があり、併用ができないフランスの騎手免許を取得していたルメールはJRA通年免許の取得にあわせてフランスの騎手免許を返上している。

## 騎手の養成
平地競走の騎手は着衣や馬具を含めて50数キロ（日本の場合、最も軽いケースで48キロ）での騎乗が求められることから、特に体重に関しては並の職業の比ではない厳しい自己管理の技術を必要とし、なおかつ馬に乗り操縦し競走を行うための専門的な騎乗技術が必要である。また、競馬関連法規や騎手としての競走の公正確保のために必要な知識や情報を学習することも必要である。
従って、一般の人がいきなり騎手になるということは極めて困難であり、よって専門的な養成が必要なスポーツである。そのため、競馬を開催している国や地域毎に騎手業のライセンス制度が整備されており、日本も含めて競馬が開催される国の大半には騎手養成のための教育機関や養成所が設置されている。他方、養成機関を経由せず、競馬場や厩舎、あるいは競馬関連産業で競走馬の扱い方を身に付けた人物が、技能試験を受けて騎手となれるシステムが整備されている国・地域も多い。
ばんえい競走の騎手重量は77キロで統一しており、比較的重めに設定していることから過度に減量を行う者は少ない。

### 養成機関
日本の場合、中央競馬では1982年、騎手養成機関として千葉県に競馬学校が設立され、騎手課程が設けられた。養成期間は3年間。かつて騎手養成機関は馬事公苑に設置されており、騎手候補生が騎手講習会（長期講習と短期講習とがあった）を受けた後、騎手免許試験を受験する制度が採用されていた。
競馬学校の受験資格は、年齢は義務教育卒業から20歳まで。このため騎手課程の場合は現役の大学生や短大卒・大卒は受験が困難か不可能である。体重は育ち盛りの年頃であるため、入所時に44キロ以下。
地方競馬では栃木県に地方競馬教養センターがある。ここの騎手養成は2年間の長期課程である。かつては短期養成課程が存在したが、これは主に競馬場での厩務員や調教助手などの経歴者、並びに日本国外の騎手免許を取得しレースに出走した騎手を対象としたものであったが、岡田祥嗣のように経歴がなくても短期養成課程出身と言う例外もある（幼少期より馬に跨り、かつ岡田の父が厩務員をしていたこともある理由から）。
地方競馬のうちばんえい競馬については、騎手を養成する専門機関は存在しない（地方競馬教養センターに養成部門がない）。ばんえい競馬の騎手を目指す者は、ばんえい競馬の各厩舎において基礎技術を習得し、ばんえい競馬が独自の内容で開催している騎手免許試験を受験する。詳細はばんえい競走#騎手を参照。
どちらの機関でも、卒業前に騎手免許試験を受験して合格し、騎手免許を取得した上で、晴れて騎手となる。試験である以上、不合格となり騎手免許が取得できない事態、試験前の負傷・疾病で受験ができないという事態も起き、この場合に騎手になるためには、次の機会を待ち再度受験する必要がある。騎手免許の取得は中央競馬では3月1日、地方競馬は4月1日を基点（平地の場合。ばんえいは1月1日が基点）としているが、年に複数回の騎手免許試験が実施される地方競馬では年度途中の騎手デビューも珍しくない（平地の場合。ばんえいは年1回）。
日本以外の国での場合、日本と同様に専門の養成機関を主体とした騎手養成を行う地域、厩舎で徒弟修業を行い実践で騎乗技術を身に付けるという制度の地域、民間による騎手養成所が各地に設置されている地域など、地域毎に騎手養成方式は様々である。また、そのライセンス取得に至るまでの育成も、日本の様に少数精鋭主義を取り、最初の養成機関の入学試験から卒業までの時点でふるいを掛け続けて、徹底的に絞り込む「狭き門」であるところから、豪州のように、騎手養成所のカリキュラムを修了し、騎乗技術と公正確保に支障のない人物なら、騎手ライセンスを比較的容易に取得できる ところまで様々である。

### 「一発試験」
騎手免許を統括するJRA・NARのいずれも、騎手免許試験については上記の養成機関への在籍経験を持たない人物でも、必要条件を満たせば受験自体は可能としている。
このため、上記の養成機関を経ずに、あるいは上記の養成機関に入ることができなくとも、あるいは中退を余儀なくされても、騎手として必要な乗馬技術を持っていれば、俗に「一発試験」などと呼ばれる形で騎手免許試験を受験すること自体は可能であり、合格すれば騎手免許を手にすることができる。小牧加矢太は競馬学校入学を断念したが、その後馬術競技選手として活動したのち2022年度新規騎手免許試験を受験して合格し、同年3月より障害限定で騎手免許を取得している。また、坂口智康（栗東所属の坂口智康調教師と同姓同名の別人）は、専修大学時代に2012年の全日本学生馬術大会で団体3位となるなど馬術競技で活躍した後、美浦の尾形和幸厩舎の調教助手となり、2度目の受験となった2024年度新規騎手免許試験に合格し、同年3月より障害限定で騎手免許を取得した。
日本国外で競馬の世界に入り見習騎手等の形で騎乗経験を積むなどの手順を踏んで受験する騎手もいる。現在までにこのような手順で「一発試験」を突破し騎手免許を取得した者には、中央競馬では横山賀一と藤井勘一郎、地方競馬では中村尚平・笹田知宏の例があるが、非常に少ない。また、中村と笹田は帰国後に地方競馬の厩舎に入り調教厩務員を経験している。
また、特に地方競馬では、最初はまず厩務員として厩舎に入り調教騎乗などの実務の実践経験を現場で習得して調教担当厩務員などとなる、つまりは厩舎・競馬場での実践で受験に必要な技術を身に付け、その上で「一発試験」で受験→合格という手順を踏んで騎手となる方法がある。この厩舎で実務経験を積んで「一発試験」を受け騎手になったという経歴を持つ人物は数多いが、中にはJRA・地方競馬の騎手養成課程で中途断念を余儀なくされた人物が、再び騎手を志して厩舎に入り、「一発試験」を乗り越えて晴れて騎手免許を手にするケースも見られる。このような「再起」の経緯を持つ騎手としては石崎駿・安藤洋一などの例がある。なお、これは一見すれば大きな遠回りをしている様に見えるが、JRA競馬学校騎手課程を中途退学後に地方競馬の厩務員を経て「一発試験」で騎手免許を取得した石崎駿のケースでは、結果的に同時に競馬学校に入学した競馬学校騎手課程第18期生よりも半年以上早く騎手デビューを果たすことになった。

### 「学士騎手」
騎手免許試験の受験資格には年齢の上限が設けられておらず、かつての騎手養成機関の短期課程も騎乗技術を持つ事実上は競馬サークル内部の人間を対象としたもので、年齢制限が緩かったことから、「一発試験」やかつて存在した騎手養成の短期課程を経て騎手となった人物の中には、大学卒業後に縁あって厩舎に入り下乗りを経て騎手になるという経歴を辿った、俗に「学士騎手」などと呼ばれる人物がごく少人数ではあるが存在する。騎手では前出の通り、専修大学を卒業している坂口智康の例が相当する。
また、いずれも元騎手であるが、JRAでは太宰義人・山内研二、地方競馬では森誉（船橋）・橋口弘次郎（佐賀）・早川順一（足利）などの例がある。なお、他にもJRAの大久保正陽や川合達彦が大学卒の学士騎手の範疇であるが、この2人は、騎手業と学業を両立させた上で大学を卒業したというさらに稀有な人物である。

### 外国人騎手・元騎手に対する試験
元々、何らかの事情で一度引退した騎手が「一発試験」で騎手免許を再取得し復帰するケースはしばしば存在した。ただ、この場合の受験資格は従来明文化されていなかった。これに対し2014年度のJRA騎手免許試験からは、外国人騎手の受験と同時に元騎手が復帰する場合の受験資格も明文化され、「過去にJRAの騎手で、騎手から直接JRAの調教助手または厩務員に転身したもの」以外は原則として試験の一部免除を行わないことになった。
2014年度の試験より、原則として元JRA騎手や外国人騎手については、一次試験のうち騎乗技術の実技試験が省略されるほか（外国人騎手の場合は体力測定も省略）、筆記試験も通常の騎手試験と内容が異なり、元JRA騎手については「競馬関係法規」のみ、外国人騎手の場合は「競馬関係法規及び中央競馬の騎手として必要な競馬に関する知識」のみとなる。また一次試験を日本語ではなく英語で受けることも可能になった。二次試験も外国人騎手については実技試験が省略され、代わりに技術に関する口頭試験が行われる（実質的には一次・二次とも地方競馬の騎手と同等の試験内容となっている）。ただし二次試験は全て日本語により口頭で試問されるため、実際に試験を受験したミルコ・デムーロは一時騎乗を自粛してまで日本語の勉強を優先させ試験に備えた。
一方で香港拠点のトップジョッキーであったジョアン・モレイラは、2018年に香港での騎手免許を一時返上したうえで、JRAの短期免許を断続的に取得して長期滞在しながら新規騎手免許試験に臨んだが一次試験で不合格になっており、翌年以降のJRA騎手免許試験受験は断念している。この他、一時はダリオ・バルジューもJRAの通年免許取得を目指して新規騎手免許試験を2度受験したが、いずれも不合格となり、その後JRAでの通年免許取得を断念している。

## 騎手の所属
いずれの国においても、競馬を開催している国では競馬に関する諸規則や法律が設けられており、これに基づいて騎手は競馬を統括する機関より騎手免許やライセンスの交付を受ける形となっており、雇用関係は別としても、その統括機関に騎手として登録されることで初めて競走への参加などの活動が可能になる。

### 日本
日本の場合はJRA・NARのいずれかの組織から免許を受け、中央競馬の場合は美浦トレーニングセンター・栗東トレーニングセンターのいずれか、地方競馬の場合には各競馬場に所属する。また、調教師を頂点とする厩舎制度においては、騎手は厩舎への所属という形で雇用され、調教師から様々な指導を受ける。
統括機関が騎手養成機関を設置する以前は、騎手を志すものは文字通り調教師に弟子入りして騎手候補生（下乗り）として住み込みで厩舎の雑務をこなしながら競馬社会で必要な知識・技術・習慣を一から習得してやがては騎手免許を取得する、調教師は見習いとして入ってきた若者を衣食住の面倒を見ながら一人前の競馬人・社会人とするべく厩舎で鍛え上げる、徒弟制度そのものの育成システムになっていた。そのため師弟関係の精神的な結びつきは非常に強く、騎手となりキャリアを積んだ後も出身厩舎への帰属意識が強かった。また、調教師も管理馬に門下生を優先的に乗せるなどということも多く見られ、さらには門下生を養子や婿にしてやがて調教師に転じた暁には自身の厩舎や人脈を継承させる、門下生が調教師免許を取得し独立する際にも自身の管理馬やスタッフを譲り（さらに、割り当て馬房の不足の状態にある地方競馬の競馬場に所属している場合には割り当て馬房の一部なども譲る場合がある）、一種の暖簾分けにも似た形で厩舎の立ち上げをサポートする、などといった光景も多分に見られたものであった。ばんえい競走では専門養成機関がないため厩舎で働きながら基礎技術を研鑽することから、このような師弟関係が現在も残存している。
現在では競馬学校・地方競馬教養センターともに騎手育成は2〜3年の長期養成課程のみであり、生徒には最終学年で厩舎に所属し、調教などの技術指導を受ける長期実地研修のカリキュラムが設けられている。養成機関を卒業し試験に合格し晴れて騎手免許を取得すると、主に最終学年で指導を受けた厩舎に所属して騎手の生活をスタートさせる。特に競馬社会への縁故を全く持たずに騎手養成機関に入った者にとっては、研修先の厩舎が競馬社会と最初に繋がる縁ということになる。とはいえ、長期養成課程の騎手育成はあくまで養成機関によるものが中心軸であり、騎手の心理面で見た場合には得てして養成機関の教官が実質的な師匠という形になることも多く、現在の調教師と騎手の関係についていえば師匠と弟子ではなく単なる雇用主と従業員の感覚ではないかと窺われる状況も多く見られる。
これは特に中央競馬についていえることであるが、上述したように騎手免許試験のシステム上は厩舎で修行していわゆる「一発試験」を受験することは可能であるが、現実を見た場合、厩舎での下積み経験だけで長期養成課程を経ずに騎手免許を取得するのは事実上不可能になり、調教師が弟子を競馬人として一から育て上げ騎手に仕立て上げるということができなくなった。そのため、現在における厩舎所属の様式は師弟関係というよりもむしろ調教師が騎手のデビュー時の身元引受人になるという意味合いが強く、一般的な師弟関係や雇用関係よりも精神的な結びつきが希薄である場合も多い。騎手はデビュー後の数年間の内に所属厩舎を離れフリー騎手として独立することが多く、また、調教師が所属騎手を優先的に騎乗させることも以前より少なくなっている。もっとも、これらについては、経済情勢の変化などにより調教師に対する馬主の発言力・影響力が大幅に強くなり、特に多数の馬を所有し競走馬所有をビジネスとして展開している有力馬主や愛馬会法人（クラブ法人馬主）の所有馬では、実態として強い発言力を持った馬主サイドが騎手の選択権を握ってしまうことも多いなど、調教師が所属騎手を乗せてやりたくてもそれが中々できない状況が要因の1つになっている面も見られる。

#### フリー騎手
中央競馬では「厩舎に所属しない」という意味でフリーランスの騎手が多数存在する。このような騎手をフリー騎手と呼ぶ。ただし一般的な「フリーランス」の意味とは異なり、厩舎に所属していなくても美浦か栗東、いずれかのトレーニングセンターに所属している上、さらにいえば日本中央競馬会 (JRA) に所属していることになる。
以前は実績のある騎手が所属厩舎と疎遠になったり、所属厩舎が解散したことを契機としてフリー騎手になるケースが多かったが、最近では一定期間を経過した若手騎手が実績に関係なくフリー騎手になるケースも多い。逆にフリーでやってきた騎手が厩舎とのつながりが生まれて厩舎に所属することもある。
この中央競馬のフリー騎手の嚆矢として知られるのは、「ナベ正」こと渡辺正人（1963年引退）である。渡辺の場合は戦前に入門した厩舎が太平洋戦争による競馬中止により消滅、戦後になっても復活せず、戦後も師匠の弟弟子など縁故のある厩舎に籍を置いたものの、当時の厩舎の人間関係では騎乗馬に恵まれず、最終的には自ら営業して騎乗馬を集めるようになったものである。当時はまだフリー騎手という概念も言葉もなかった。
地方競馬の場合、次に述べる南関東と兵庫を除き、少なくとも騎乗の自由は認められていない。地方競馬においては厩舎無所属での騎乗は認められておらず、必ずどこかの競馬場に所属する厩舎に騎手として所属する。これは期間限定騎乗騎手や短期免許でも同様である。南関東公営競馬では2012年4月1日から騎手会所属騎手制度が導入され、所定の条件を満たす者は南関東地区の各競馬場が所在する都県の騎手会所属騎手として、厩舎無所属で騎乗できるようになった。その後2022年4月1日より兵庫県競馬組合でも騎手会所属騎手制度が導入された（同組合での初の適用事例は廣瀬航）。なお、南関東と兵庫では騎手会所属になれる所定条件がそれぞれ異なっている。「地方競馬初のフリー騎手」として内田利雄が挙げられることがあるが、それは「一定の競馬場に長期間所属しない」という意味であって、それぞれの競馬場では厩舎所属の騎手となっている（詳細）。
外国籍の騎手が短期騎乗する場合には、中央競馬の場合は馬主と競馬関係者が身元保証人になる形でJRAから短期免許を得るがあくまでフリー騎手の立場で騎乗することも多い。地方競馬の場合には身元保証人の必要と短期免許をNARから交付される点は同様だが調教師と契約し厩舎に所属という形を必ずとっている。

#### 所属の変更
NAR騎手がJRAに、またはその逆にJRA騎手がNARに移籍したケースもある。前者の事例では橋口弘次郎・安藤勝己・内田博幸・戸崎圭太など、多数存在している。その一方で後者の事例は相当に少なく、JRAからNARに移籍したのは松本弘・吉岡薫・桑島孝明と、後述の小牧太のわずか4人のみである。このうち小牧はNAR→JRAと、JRA→NARへの移籍の両方を経験している唯一の騎手である。
JRAで1918勝を挙げた元騎手の藤田伸二は2015年9月の引退後、2年後の2017年にホッカイドウ競馬での騎手復帰を目指して、NARの騎手免許試験を1次試験から受験したが、不合格となった
。
兵庫で騎手キャリアをスタートさせ、その後2004年に中央競馬の騎手免許を取得して活動していた小牧は、2024年4月、同年のNAR第1回騎手免許試験を受験し、兵庫県競馬組合への復帰を目指す意向を示した。その後試験に合格し、同年8月1日付で兵庫県競馬組合へ復帰したが、これは史上4人目のJRAからNARへの移籍になったと同時に「地方競馬→中央競馬→地方競馬」のキャリアも持つ初の事例となった。

### 日本国外
騎手の所属制度・育成システムは各国の競馬制度によって異なる。だが、上述の通り基本的にはいずれかの国・地域においても、当地の競馬統括団体に籍を起き、ライセンスの交付を受けることで騎手としての活動が可能になる。国籍・出身地とライセンスを受けている国・地域は必ずしも一致しないが、規則や競馬関連法規などで自国の国籍を持つ者に限定していることがある。
アメリカ・イギリス・フランスなどの競馬先進国やその影響が色濃いアラブ首長国連邦（ドバイ）などでは、21世紀の現在では騎手にとっては厩舎・調教師よりも馬主やエージェンシーと結ぶ契約がビジネス上重要になり、実績と人気を得た騎手は馬主および専属エージェントや幅広い馬主と契約を結んでいるエージェンシーと専属契約や優先騎乗契約を締結し、依頼に応じて世界各国を股に掛けて騎乗するのが一般的である。そのため、大枠として国籍や騎手ライセンスの交付を受けた各地域の競馬統括機関という意味での所属はあるものの、日本競馬的な対厩舎・調教師という意味での所属やフリーランスという概念は、肉親が経営する厩舎や師弟関係などにおいて一部に例外があるが基本的には薄くなっている。特に強い発言力を持つ有力馬主の所有馬では、馬主・エージェントが競走馬の日常の管理・調教から騎手の選択・騎乗馬の手配、さらに騎手へのレース戦術の指示まで大半の権限を握り、逆に調教師には騎手の選択権や騎手への指示の権限が全くないということも多く、調教師は単に馬主に預託された競走馬を馬主の指示通りに仕立て上げるだけ、さらに言えばレース当日に厩舎の馬房や名義を貸して出走手続きを代行し預託料や獲得賞金の一部をいわば手数料として受け取るだけといった、「調教師」というライセンスを持つ「競走馬をレース当日に出走させる条件を満たさせるための下請け業者」に過ぎない実態であることも往々に見られ、さらには管理馬に騎乗した騎手との接点が馬主やエージェントを介さなければ見出せないということも起きる。
対して、香港・マカオ・シンガポールなど、1980年代以降に競馬制度の近代化・国際化が進められた地域では、騎手は第一義的には現地の競馬統括団体に所属し、その枠の中で調教師と騎手が所属や騎乗にまつわる契約を結んで活動するという、日本に近い形態が現在でも多く見られる。その中には、自前の騎手や競馬関係者の養成所を持ってはいるものの、実際には他の地域からの移籍者や限定的なライセンスを得て活動する他地域所属の騎手に少なからず依存している競馬場も珍しくない。
オーストラリアの場合には、競馬の厩舎制度はほぼ全面的な外厩制となっており、競馬関係のライセンス取得が日本や欧米よりも比較的容易である。このこともあって、厩舎の規模の大小の差異は日本とは比べ物にならないほど著しく、大規模な厩舎には自前でトレーニングセンターの様な専用施設を構え100頭以上を管理するものが見られる一方で、競走馬の取扱者としては小規模な個人経営の牧場の経営者が競馬調教師としてのライセンスを取得し、競走馬も自己生産や自己所有のものを数頭管理するだけで、日々の世話を家族で行い、これを地元の競馬場や調教場などのコースに持ち込んで調教して仕上げ、主に地元の小さな「草レース」などへ出走させるスタイルの“家族経営型小規模厩舎”も数多く存在している。そのため、騎手の就業形態もまたさまざまで、トップクラスでは厩舎や馬主との契約や依頼で騎乗し騎手専業で活動する者がいる一方で、小規模な厩舎の管理馬では牧場主・馬主・調教師の子や兄弟が騎手を務めるなど、所属や契約以前の家族の枠で終始する事も珍しくない。また、日本の中央競馬の様な副業禁止規定がないため、この様な「草レース」での活動が中心の騎手の場合、普段は牧場や厩舎の仕事、あるいは肉体労働や店員など競馬とは無関係の仕事を持ち、これで生活資金や活動資金を確保しつつ、騎手としての活動を続けている者も多い。また、騎手希望者が騎乗ノウハウや競馬の規則を学びライセンスを取得するための民営の騎手養成所が多数存在している。その様な事情から、騎手ライセンスを所持する人数は日本よりも遥かに多く、騎手間の競争もより厳しいという一面がある。ニュージーランドもほぼ同様である。
また、オーストラリアやニュージーランドでの騎手ライセンス取得は国籍などにまつわる制限が他地域と比べて緩く、日本において競馬学校や地方競馬教養センターの騎手養成課程に入れなかったり、中途退学を余儀なくされた日本人にとっては騎手になるために残された数少ないルートの1つとなっている。そのため、騎手になるチャンスを求めて渡航し、現地のライセンスを取得後に調教師や厩舎と契約し所属したり、牧場の従業員として働きつつ騎手として参加するケースも若干数だが見られる。また、過去には廃止された地方競馬場に所属していた騎手が再起を目指して渡航し現地の養成所に入ったケースも見られる。
日本国内でJRAまたはNARが発行した騎手免許を持つ騎手が海外で騎乗する場合には、外国人騎手の日本における短期騎手免許と同様に、基本的には現地の競馬統括機関に所定のライセンスを発行してもらう必要がある。ライセンスの交付を受けるためには、現地の調教師・厩舎に身元保証を依頼してライセンスを申請する、馬主やエージェントと騎乗の契約書を交わして統括機関に申請するなどいくつかの方法があるが、これは渡航地の競馬制度や騎乗予定期間・騎乗予定状況などによって大きく変わり、自国での騎乗数・勝利数の実績が必要な国・地域も多い。他方で、騎乗技術向上の機会や騎乗機会を求める他地域の若手騎手に限定的に期間限定ライセンスを与えるシステムを持つ国・地域もある。

## 騎手の収入
騎手の収入は主に以下の2つに分けられる。
- 競走に騎乗することで得られる収入
- 所属厩舎での業務をすることによって得られる収入

競走に騎乗した際には、主に以下の2つが騎手の収入となる。
- 賞金を得た場合には、その賞金の数%（日本の平地では5%、障害は7%）
- 騎乗手当

従って、高額な賞金の競走に勝利するほど収入は多くなる。
厩舎の業務とは、調教時の騎乗がメインであるが、厩舎に所属している場合には厩舎の一員として、その他の厩舎の雑務一般も行う（競走馬の餌付け・寝藁の交換など）。厩舎の一員として仕事をする以上、厩務員などと同様、毎月厩舎より給料をもらう。なお競馬学校に在籍する騎手候補生は必ずどこかの厩舎所属になることが義務付けられており、騎手としてデビューする際も厩舎所属からのデビューとなる。

## 騎乗依頼
騎手は競走に騎乗しなければ始まらない。調教中心の騎手もいるが、騎手の最も大きな収入源は賞金からの進上金である。
騎乗依頼は主に以下のように決められることが多い。
- 馬主と騎手の関係
- 調教師と騎手の関係
  - 所属している騎手は当然として、同じ厩舎で働いたという関係で兄弟子、弟弟子などのつながりがある。
- 負担重量（斤量）と騎手の関係
- 成績上位の騎手
- 当日、空いている騎手

この様な要素が複雑に絡みあって競走への騎乗が決まる。中でも同じ騎手に何度か続けて騎乗してもらう場合、主戦騎手と呼ぶ。中央競馬においては騎乗依頼仲介者（エージェント）を介在した騎乗依頼（後述）も行われており、騎手・エージェント・馬主の三者間の関係も重要である。
他方、幾ら騎手が小柄な人物の専売特許の様な商売とはいえ、減量しても体重と装備の合計重量が指定の斤量を上回る場合にはその馬に騎乗できない。そのため、特にハンデキャップ競走では極端な軽斤量となった馬でそもそも騎乗可能な騎手が限られ、主戦騎手が極限の減量をしても騎乗不可能という事態も多分に発生する。この場合「当日その競馬場で騎乗予定で軽斤量で乗れるから」という理由で、軽量の騎手に対してそれまで全く縁のない厩舎から突然に騎乗依頼が来ることもある。
日本国外では事実上の馬主専属騎手が存在するなど、多種多様の騎乗依頼方法が行われている。
競走当日に落馬負傷などの何らかの要因により乗り代わりを行う際に、日本では当日別のレースに騎乗予定があり、当該レースに騎乗しない騎手に依頼する。日本国外では当日全く騎乗がなく、競馬場のスタンドで観戦している騎手に依頼することがある。フランスにおいて武豊が落馬により左手骨折の重傷を負った際、競馬場のスタンドで見学していた池添謙一に乗り代わりの依頼があったが、道具を持ってきていなかったため武豊とオリビエ・ペリエから借りてレースに臨んだ。なお、池添はこれがフランスデビュー戦となった。

## 騎手に対する制裁
レース前あるいはレース中の騎乗に際し、騎乗した馬を制御できなかった（御法不良: みのりふりょう）ためにレースに支障を来したり、他の競走馬の進路を妨害するなどした場合、あるいは負担重量がレース前後の検量で発表していた斤量と大きく異なっていた場合、その他スポーツマンシップに欠ける騎乗や言動（無断欠勤、競馬施設内外での暴力行為なども含まれる）を行った場合などは、競馬法施行規定第126条・第1項の規定で制裁を受けることがある。近年では情報通信技術の発達もあり、本来は競馬開催期間中には公正確保の観点から、業務エリア内（調整ルーム・競馬場騎手控室など）での使用や持ち込みが禁止となっている情報通信機器（スマートフォン・タブレット端末など）を使用するなどの不適切な事例が、中央・地方を問わず相次いで判明して騎乗停止となる事案が続出しており、長期間の騎乗停止や引退に追い込まれた騎手も出るなど、競馬界においても大きな問題となっている。
制裁はその内容によって過怠金（いわゆる罰金）が科せられる。審議により降着以上になるような悪質な場合には一定期間の騎乗停止（中央競馬の場合、基本的には馬の癖による斜行の場合は1日〜2日間、その他明らかに騎手の判断ミスなどによる場合は一般的には4日〜6日間までだが、悪質な場合または累犯の場合などは、それ以上の期間に延長される場合あり）を受けることになる（降着処分にならなくても騎乗停止処分を受けることはある。また当該の競走馬に対しても再調教をして調教検査に合格するまで出走停止の措置が執られる場合がある）。
なお、交通事故や犯罪行為などの法令違反、騎手としての重大な非行行為などで30日を超える騎乗停止の可能性がある事案が認められた場合は、通常は事案発生の段階で「裁定委員会の議定があるまで」暫定的に騎乗停止とされ、裁定委員会の議定を経て、騎乗停止期間が正式に決定される。その際は裁定委員会の裁定以前の騎乗停止期間を含む形で、正式な騎乗停止期間とされる。
またこれらの制裁はポイントにも置き換えられ、30点をオーバーすると競馬学校やトレーニングセンターで騎乗技術などの再教育を受けることが義務付けられている。具体的には
- パトロールビデオを活用した技術指導
- 競馬施行規程に関するテスト
- 精神訓話
- 基本乗馬技術の再教育
- 性格テストの結果による精神面の指導
- 特別講義

といった内容のカリキュラムが、制裁事由・制裁歴・技術の程度・年齢・通算騎乗数などを勘案した上で実施される。また短期騎手免許で騎乗している騎手においては、翌年の免許発給が不可となる（短期騎手免許#発給制限も参照）。
騎乗停止の制裁は、中央競馬・地方競馬相互間および日本国外との競馬相互間でも適用される、騎手交流競走などで騎乗停止処分を受けた場合、それに準じて騎手の所属競馬団体でも騎乗停止の処分を受けることになる。

## 騎手の引退・殉職
騎手の仕事は肉体労働であり、加齢によって筋力や反応速度などが低下し、また基礎代謝の低下により体重・体力を維持し続けることが困難になることなどから、騎手としての責務を果たすことが難しくなっていく。また優勝劣敗の厳しい世界であり、成績と収入の両面で伸び悩んだ騎手はもとより、リーディング上位の常連として一時代を築いた騎手であっても全盛期を過ぎ騎乗数・勝利数・入着率、そして獲得総賞金額が減ってくれば収入は下がって行く。
従って一生にわたって騎手の仕事を続けることは難しく、本人が限界を感じたときなどに騎手としての免許・ライセンスを返上して引退し、何らかの形で第二の人生を歩むこととなる。例えば騎乗依頼が減り、収入が減ってくると年齢にかかわらず引退することもある。自分が所属していた厩舎の調教師が数年後に定年を迎えるなどの事情がある場合、その厩舎を引き継ぐ目的で調教師への転身を図ろうとする、すなわち調教師免許試験を受験する者もいる。リーディング上位の騎手であっても、支えてくれていた調教師や有力馬主の死去・撤退など、後ろ盾となる人間関係がなくなり成績・獲得賞金額が低下したことをきっかけに、騎手からの引退を検討する者は少なくない。
他方、騎手デビュー以降に予定外に身体の成長が続き、その結果として身長・体重が増加し若くして体重管理に苦しみ、負担重量などの問題から減量が自己管理の限界を超えて引退を余儀なくされる騎手も少なからず見られる。その中には、20代前半の若さであっても体重の問題で騎手業の継続が事実上不可能となり引退する者も少なくない。その中にはデビュー当初から優れた実績を挙げ才能を期待されていた人物も見られる。日本では中央・地方いずれにしても体重の下限が53kgを超えると、装備品などの重量の都合もあって下級条件戦や2歳戦での騎乗が困難になることが多い。JRAの場合は57kg程度で体重増加が止まれば、障害競走限定の免許を保持する騎手として活動を継続することが可能な場合もあるが、騎乗機会は大幅に限定される。
さらに過酷なのは障害競走がない地方競馬で、体重と斤量の問題がそのまま騎乗困難に直結し若くしてやむを得ず引退を決断する者が少なからず見られる。
また、過酷な減量を余儀なくされ、その連続の末に心身に変調を来たす騎手や、脳梗塞・がんなど重篤な疾病を発症して倒れ、引退を余儀なくされるケースや、腎臓結石などの減量を著しく困難にする疾病を発症して長期的な健康面の観点から引退するケースも見られる。他方では落馬事故などにより現役騎手として復帰が難しく断念せざるを得ないケースもあれば、不祥事により法的に競馬関与禁止・停止処分や騎手免許が取り消しされたり、日本の地方競馬や海外競馬の一部ではでは主催者による免許更新が許可されず、強制的に引退に追い込まれる場合もある（日本のJRAでは、平成以降では前述の小林勝太の事例以外は更新不合格となった事例はない）。
騎手免許を返上した人物の第二の人生としては調教師や調教助手・厩務員などまず厩舎関係が第一に挙げられる。その他では後進の騎手の育成に携わる者、牧場での競走馬の生産・育成や競馬解説者・競馬予想家・馬運車・競走馬用飼料販売などの競馬周辺の産業に携わる者、さらにはまったく異なる職業に転身する者などさまざまである。特に中央競馬においては、負傷や不祥事以外で騎手を引退した者が引退と同時にJRAの組織から籍を抜き、競馬とは全く無関係の職業に転職するというケースは珍しく、まず縁のあった調教師を頼りその厩舎に一旦籍を置き調教助手になるという形で、その後厩舎スタッフとしての適性を見極めながら、改めてJRAの中でホースマンとして活動を続けるか、あるいはJRAの枠から飛び出して新天地を求めるかなど、身の振り方を考えるというスタイルが一般的である。前述の通り、騎手免許を返上した者でも騎手免許試験を受験することは可能であり、一度は調教助手に転業した柴田未崎のように騎手に復帰した事例もあるが、このような事例は世界的に見ても非常に少ない。調教師の仕事は騎手の仕事とは本質的に異なるため、佐々木竹見 (NAR) や岡部幸雄 (JRA) などは調教師への転身の道を選ぶことなく引退したが、この両名にしてもその後は統括団体に関与する形でホースマンとしての活動を続けている様に、騎手引退後に騎手時代の蓄えでそのまま悠々自適の余生に入るというケースはほとんどないに等しい。地方競馬では特殊な例として、かつての兵庫県競馬組合のように、他の競馬場から移籍する騎手については、一定期間騎手免許を返上させたうえで厩務員として従事させ、その後に騎手免許を再取得させる内規も存在した（その後、同組合の規約が改定され、騎手免許を返上せずに「一定期間の研修期間」を経て、同組合へ移籍することが可能となった。このため再移籍の形で出戻った小牧は、厩務員を経ることなく、研修を受けた上で直接騎手として復帰している）。
他のスポーツの選手に比べ、純粋に身体的な能力を要求される要素は低く、勝ち星と収入を安定して確保し続けられる騎手は年齢を問わず第一線に留まることができる。また、日本の場合、騎手には定年制度がないため、視力低下や体重増加の問題が小さく、また騎手免許の更新に支障がない人物の場合、騎手としての能力を発揮できる限界年齢は比較的高く、歴代のリーディング上位騎手の中にも50代まで騎手業を続けた者は少なからず見られる。金沢競馬場などに所属した山中利夫は62歳まで騎乗を続け（2012年7月引退）、大井競馬場の的場文男も68歳まで現役騎手を続行（2025年3月引退、実際の騎乗は67歳だった2024年7月が最後）した。なお、2000年には中央競馬の調教師であった内藤繁春（調教師以前は騎手を勤めていた）が翌2001年2月で中央競馬での調教師の定年を迎えることを期に、69歳で騎手免許試験を受験したことがある（結果は不合格）。
他方で、競馬の競走では競走馬のスピードは時速約60 km/h 以上にも達し、それだけのスピードを出した競走馬から落馬したり走行中の馬に接触すれば重度の障害が残ることや、重傷・死亡に至る、場合によっては即死する危険がある。事実、競走中に発生した事故によって松若勲 (JRA) のように即死、あるいは岡潤一郎 (JRA) 、佐藤隆（千葉県競馬組合、事故の発生は浦和競馬場）、柳田泰己（ニュージーランド）、藤岡康太 (JRA）などの様に事故後加療の末に死亡した例、福永洋一 (JRA) 、坂本敏美（愛知県競馬組合）、藤井勘一郎（オーストラリア→JRA）、白浜雄造（JRA）の例のように重篤な後遺症が残り再起できなかった騎手もいる。一方で、石山繁、常石勝義、高嶋活士（いずれもJRA）の例のように、重度の障害を負って引退を余儀なくされた後に、障害者スポーツへの転向をする騎手もいる（石山、常石、高嶋はいずれも脳挫傷を負い、障碍者馬術に転向。高嶋は2020年東京パラリンピックのパラ馬術競技個人グレード4に出場している）。一方で安田隆行 (JRA) のように落馬で一時は脳挫傷を負いながらも完治して騎手に復帰した事例も存在する。
大型動物のサラブレッドを扱う職業であるだけに、レース中以外でも調教中の落馬の他、馬に蹴られる・踏まれるなどの事故も少なからず付きまとう。調教中の事故で負傷し死亡した千島武司（道営競馬）、松本幸祐（兵庫県競馬組合、事故の発生は園田競馬場での調教時）の例や、重篤な負傷により引退を余儀なくされたケースとして山田敬士（JRA）などの例がある。

## 騎手をサポートする仕事
騎手は個人事業主であり、本来は騎手の仕事を1人で全てこなさなければならないが、騎手にはしなければならない仕事が増加してきており、1人でこなすのは困難となりつつある。そこで騎手の仕事を一部分担する仕事が登場してきている。

### バレット
バレット (valet)とは、レース開催時において騎乗時に使用する道具の準備・斤量の調節など、いわゆる補佐として騎手のために雑務をこなす存在である。バレットは競馬場内では青いビブスを身に付けている。
このバレット制度は世界各国では一般的な制度である。アメリカ合衆国ではジョッキールームに騎手が腰かけた途端にバレットが担当騎手のブーツを即座に脱がしたり道具の整理および清掃などを行ったりすることもある。
日本では武豊が国外に遠征した際にバレットの存在を目にし、導入の必要性を感じたため、武は日本騎手クラブを通してJRAに要請し、その結果、1997年に当初は試験導入としてではあるが、公式に日本の中央競馬でもバレット制度が導入された（バレットを最初に雇用した騎手は的場均である）。その後21世紀に突入した2005年より正式にバレット制度が認められるようになった（2017年現在で31人のバレットがJRAに登録されている）。
その中央競馬においては、バレットは法的には騎手個人に雇用されるという形態をとっており、JRAはバレットの適性試験や裁決委員が行う面接以外はほとんど関与していない。そのため、バレットには適性試験や面接に合格さえすれば、基本的には性別、経歴、年齢を問わず無資格でなることができる。バレットはその騎手の身内（兄弟姉妹や親子など）や友人・知人など、信頼可能で親しい間柄にある者を雇用している場合が多い。また女性の比率も多い。
なおバレット制度が導入される以前にも競馬学校の騎手候補生が現役騎手に手伝いの形でバレットと同じような雑務を行うこともあった。
地方競馬に於いても、比較的賞金が高い南関東ではバレット制度が存在している。また、佐賀競馬では元JRA騎手の永野猛蔵も同場の真島元徳厩舎の厩務員と並行して、競馬開催日には石川慎将ら3名の佐賀競馬所属騎手のバレットを務めている（西日本の地方競馬では初のバレット）。
バレットはファンエリアに出入り可能な代わりに、就労中に得た情報の漏洩や勝馬投票券の購入の他、また検量室とジョッキールーム以外の関係者エリアへの立入りも禁止されている。
日本では安藤勝己、小牧太は実子、福永祐一と池添謙一は実妹、永島まなみが実姉と騎手の親族がバレットを務めることがある一方で、後藤浩輝がバレットを一般から募集していたこともある。福永は実妹を経て、現役後期はチームグリップのスタッフ（後に白浜雄造の妻となる）がバレットを務めていた。このほか小西一男調教師の娘である小西由紀が田辺裕信、元お笑いタレント「チング」の吉井慎一が武豊や福永祐一のバレット、武藤善則調教師の娘で歌手の武藤彩未が弟の武藤雅のバレットを務めていたこともあった。吉井は後に騎乗依頼仲介者に転身している。
各国の共通の事項だが、バレットは1人の騎手に複数付くこともある反面、1人のバレットが複数の騎手を担当することもある。

### エージェント
騎手のエージェント（代理人）は主に、調教師や馬主と交渉し、騎乗馬を確保する役割である。中央競馬ではエージェントの呼称を「騎乗依頼仲介者」としている。
- カミーロ・マリン - アメリカ合衆国の騎手エージェント
- 小原靖博 - 競馬ブック記者であり、多くの有力騎手のエージェントをしている。